# Hulaganahalli, Hunsur
Hulaganahalli là một làng thuộc tehsil Hunsur, huyện Mysore, bang Karnataka, Ấn Độ.